# 青春(SEISYuN)
「青春(SEI SYuN)」（せいしゅん）は、2007年11月28日に発売されたTOKIOの38作目のシングル。2007年11月28日にユニバーサルミュージックから発売された。

## 概要
前作『本日、未熟者/Over Drive』から約3か月で発売のシングル。表題曲「青春(SEI SYuN)」は、長瀬智也主演のTBS系金曜ドラマ『歌姫』の主題歌となっていた。次作「雨傘/あきれるくらい 僕らは願おう」よりジェイ・ストームへと移籍するため、TOKIOのCDシングルとしてユニバーサルミュージックからの最後のリリース作品となった。
初回限定盤A、初回限定盤B、通常盤初回プレス、通常盤の4形態で発売されており、初回限定盤はAと初回限定盤BにはDVDが付属している。初回限定盤AのDVDにはドラマテイストのプロローグとエピローグが付いた「青春(SEI SYuN)」のビデオクリップのコンプリート・ヴァージョンが、初回限定盤BのDVDにはメーキング映像がそれぞれ収録されている。通常盤初回プレスには「TOKIO オリジナルポケットサイズカレンダー2008」（絵柄2種類ランダム）が封入されており、通常盤のみ「Stardust Lover Orchestra」とBacking Trackが収録されている。
初動は前作とほぼ変わらない枚数であったが、「宙船/do! do! do!」以来、1年3か月ぶりのオリコンシングルチャート首位を獲得した。長渕剛が他の歌手に提供した楽曲がオリコンシングルチャートで1位を獲得するのはこれが初めて。
長渕剛によるセルフカバーが、長渕のアルバム『FRIENDS』に収録されたが、タイトルは「青春」の漢字表記のみである。

## 収録曲

### CD
※は通常盤のみ収録。
1. 青春(SEI SYuN)
作詞・作曲：長渕剛、編曲：船山基紀
  - TBS系金曜ドラマ『歌姫』主題歌
  - ドワンゴ「dwango.jp」CMソング[7]
  - 第一興商「メロDAM」CMソング[7]
2. キマジメ　
作詞・作曲：コダマックス、編曲：KAM
3. Stardust Lover Orchestra ※
作詞・作曲：TAKESHI、編曲：TAKESHI・久米康隆
4. 青春(SEI SYuN)（Backing Track） ※

### DVD

#### 初回限定盤A
1. 「青春(SEI SYuN)」Video Clip 〜Complete version〜

#### 初回限定盤B
1. 「青春(SEI SYuN)」Making of Video Clip

## 映像作品
青春（SEISYuN）
- OVER/PLUS

Stardust Lover Orchestra
- OVER/PLUS